# Луций Вирий Луп Юлиан
Луций Вирий Луп Юлиан (лат. Lucius Virius Lupus Iulianus) — римский государственный деятель первой половины III века.

## Биография
Его отцом был легат Вирий Луп, а братом — консул 230 года Луций Вирий Агрикола.
Юлиан начал свою карьеру с должности командира турмы римских всадников (лат. sevir equitum Romanorum), после чего был назначен начальником тюрьмы (лат. triumvir capitalis). Затем Юлиан был легатом в провинции Ликия и Памфилия. Он был включен в состав сената из квесторского ранга, после чего стал претором. В 232 году он занимал должность ординарного консула вместе с Луцием Марием Максимом. В эпоху правления Гордиана III Юлиан был легатом пропретором Келесирии.
Возможно, его сыном был консул 278 года Вирий Луп.